# Kartas-Kazmalar
Kartas-Kazmalar (ros. Картас-Казмаляр) – wieś w Rosji, w Dagestanie, w rejonie magaramkienckim. W 2010 liczyła 1820 mieszkańców, głównie Lezginów.